# Holînciînți, Șarhorod
Holînciînți (în ucraineană Голинчинці) este o comună în raionul Șarhorod, regiunea Vinnița, Ucraina, formată numai din satul de reședință.

## Demografie
Componența lingvistică a satului Holînciînți
     Ucraineană (98,96%)
     Alte limbi (0,95%)
Conform recensământului din 2001, majoritatea populației satului Holînciînți era vorbitoare de ucraineană (98,96%), existând în minoritate și vorbitori de alte limbi.